# 代斯特爾尼克
代斯特爾尼克（發音：[ˈdeːstəɾnik]），是斯洛維尼亞東北部代斯特尔尼克市镇的一個聚居地及其行政中心。位於普圖伊北部的斯洛文尼亞山區（Slovenske gorice）。當地傳統上屬於下施蒂里亞地區，現在包含在波德拉夫統計區統計區中。

## 外部連結
- Destrnik on Geopedia （页面存档备份，存于）
- Destrnik municipal site （页面存档备份，存于）